# Communauté de communes Le Gesnois Bilurien
Die Communauté de communes Le Gesnois Bilurien ist ein französischer Gemeindeverband mit der Rechtsform einer Communauté de communes im Département Sarthe in der Region Pays de la Loire. Sie wurde am 8. Dezember 2016 gegründet und umfasste 22 Gemeinden. Der Verwaltungssitz befindet sich im Ort Montfort-le-Gesnois.

## Historische Entwicklung
Der Gemeindeverband entstand mit Wirkung vom 1. Januar 2017 durch die Fusion der Vorgängerorganisationen
- Communauté de communes du Pays des Brières et du Gesnois und
- Communauté de communes du Pays Bilurien.

Zum 1. Januar 2023 verließ die Gemeinde Fatines den Gemeindeverband und schloss sich der Le Mans Métropole an.
Mit Wirkung vom 1. Januar 2025 wurden die bis dahin selbstständigen Gemeinden Saint-Mars-de-Locquenay und Volnay zur Commune nouvelle Val-de-la-Hune zusammengelegt. Dies reduzierte die Anzahl der Gemeinden des Gemeindeverbands auf 21.

## Mitgliedsgemeinden
| Gemeinde                                   | Einwohner 1. Januar 2022 | Fläche km² | Dichte Einw./km² | Code INSEE | Postleitzahl |
| ------------------------------------------ | ------------------------ | ---------- | ---------------- | ---------- | ------------ |
| Ardenay-sur-Mérize                         | 499                      | 11,67      | 43               | 72007      | 72370        |
| Bouloire                                   | 2.121                    | 26,77      | 79               | 72042      | 72440        |
| Connerré                                   | 2.838                    | 16,60      | 171              | 72090      | 72160        |
| Coudrecieux                                | 638                      | 24,27      | 26               | 72094      | 72440        |
| Le Breil-sur-Mérize                        | 1.562                    | 18,35      | 85               | 72046      | 72370        |
| Lombron                                    | 1.937                    | 24,11      | 80               | 72165      | 72450        |
| Maisoncelles                               | 197                      | 11,10      | 18               | 72178      | 72440        |
| Montfort-le-Gesnois                        | 2.928                    | 18,74      | 156              | 72241      | 72450        |
| Nuillé-le-Jalais                           | 529                      | 5,82       | 91               | 72224      | 72370        |
| Saint-Célerin                              | 881                      | 13,47      | 65               | 72271      | 72110        |
| Saint-Corneille                            | 1.517                    | 11,16      | 136              | 72275      | 72460        |
| Saint-Mars-la-Brière                       | 2.712                    | 34,69      | 78               | 72300      | 72470        |
| Saint-Michel-de-Chavaignes                 | 740                      | 18,37      | 40               | 72303      | 72440        |
| Savigné-l’Évêque                           | 4.042                    | 28,48      | 142              | 72329      | 72460        |
| Sillé-le-Philippe                          | 1.080                    | 10,60      | 102              | 72335      | 72460        |
| Soulitré                                   | 604                      | 10,99      | 55               | 72341      | 72370        |
| Surfonds                                   | 339                      | 4,85       | 70               | 72345      | 72370        |
| Thorigné-sur-Dué                           | 1.653                    | 18,99      | 87               | 72358      | 72160        |
| Torcé-en-Vallée                            | 1.412                    | 16,86      | 84               | 72359      | 72110        |
| Tresson                                    | 510                      | 29,22      | 17               | 72361      | 72440        |
| Val-de-la-Hune                             | 1.526                    | 41,62      | 37               | 72382      | 72440        |
| Communauté de communes Le Gesnois Bilurien | 30.265                   | 396,73     | 76               | –          | –            |